# Ordoño II
Pour les articles homonymes, voir Ordoño.
Ordoño II, mort en 924 à León, est roi de Galice de 910 à 924 et de León à partir de 914.
Second fils d’Alphonse III, il est envoyé par lui à Saragosse pour être élevé par les Banu Qasi. À la mort de son père, il reçoit la couronne de la Galice. Il est également couronné roi de León à la mort de son frère García Ier. Il s’établit par suite à León. Le royaume de León prend alors la suite du royaume des Asturies dans l'esprit de reconquête.
Il continue la politique d’expansion territoriale des royaumes antérieurs sur deux fronts. Il arrive ainsi sur le front occidental jusqu’à Evora et Mérida, saccageant les deux villes. Le gouverneur musulman est ainsi obligé d’acheter le retrait des troupes léonaises de ces terres. Sur le front oriental, il s’allie à Sanche Ier de Navarre (Sancho Garcés Ier) contre l’émir de Cordoue Abderramán III.
Ordoño II prend et rase Talavera ; les musulmans sont vaincus à San Esteban de Gormaz en 917 provoquant ainsi l’année suivante la chute de Arnedo et Calahorra, possessions des Banu Qasi, dans les mains des chrétiens. La réaction d’Abderramán III est d’envoyer en 920 une armée qui récupère Osma et San Esteban de Gormaz, entrant en Navarre et battant les chrétiens en 921 lors de la bataille de Valdejunquera tout en capturant les évêques de Tuy et Salamanque.
Ordoño II attribue la défaite à la défection des comtes de Castille, convoqués pour la bataille, mais qui n'avaient pas jugé bon de venir. Le roi les convoque de nouveau à Tejares et en fait mettre à mort plusieurs. Il lance ensuite une contre-offensive chrétienne, occupant La Rioja et incorporant à la Navarre les zones de Nájera et Viguera. Il doit ensuite affronter les comtes castillans qui continuent à braver l’autorité du royaume de León.

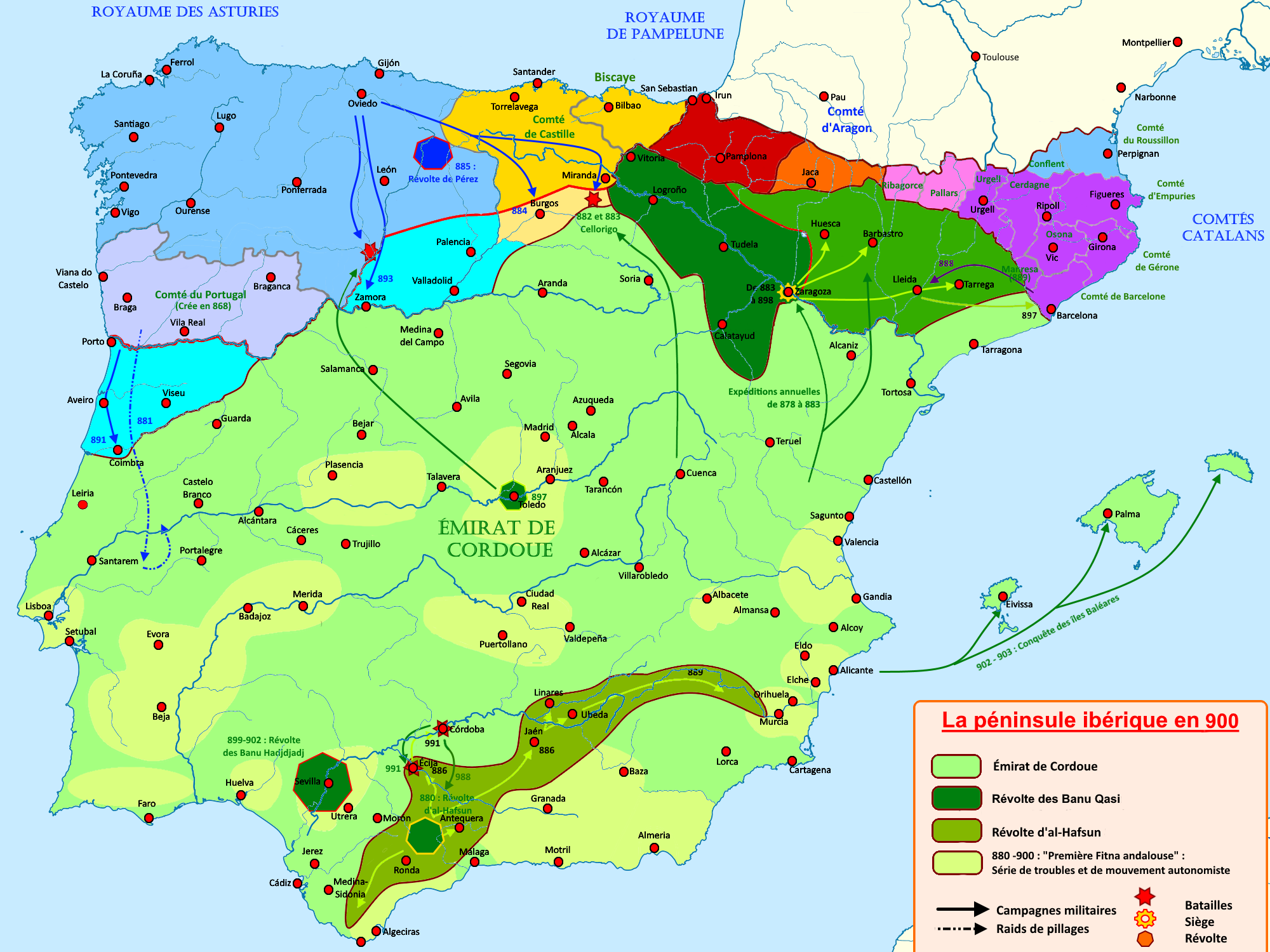
Le royaume de León de 900 à 929.

En transférant la capitale du royaume d'Oviedo à León, ancienne ville romaine dotée de solides murailles, Ordoño II voulut non seulement assurer la sécurité de son État mais y faire construire un palais, centre administratif, et y établir un évêché suivi de la fondation de plusieurs monastères alentour. Cette politique attira des artisans du sud et du nord de la péninsule, travaillant dans le style wisigothique et perpétuant ainsi l'art de l'ancien royaume wisigoth.
Avec Ordoño II, se clôt la période du royaume des Asturies et commence celle du royaume de León (910-1037).
Ordoño II, ainsi que son frère et successeur Fruela II, moururent de la lèpre à un an d'intervalle.
À sa mort en 924 ses fils en bas âge furent évincés par leur oncle Fruela II qui s'empara du trône.

## Épouses et descendance
Ordoño II s'est marié trois fois.
De son premier mariage en 892 avec Elvira Menéndez, Ordoño II a eu cinq fils et une fille : 
- Sancho, qui règnera sur la Galice (926-929) ;
- Alphonse, qui deviendra roi de Léon (925-931) ;
- Ramire, qui deviendra plus tard roi de León (931-950) ;
- García ;
- Sancho ;
- Jimena.

Sa seconde épouse fut en 922 Aragonta Gutiérrez, fille de Gutierre Osorio et Elvira Gatónez (arrière-petite-fille du roi Ramire Ier d'Oviedo), avec qui il n'a pas eu de descendance.
Sa troisième et dernière épouse, de 923 jusqu'à sa mort, fut Sancha, fille du roi de Navarre Sanche Ier, avec qui il n'a pas eu non plus de descendance.